# Воронець (пам'ятка природи)
Воронець — ботанічна пам'ятка природи місцевого значення, розташована за 2,5 км на північний-захід від міста Біловодськ Луганської області України. Загальна площа — 0,5 га.
Ботанічна пам'ятка отримала статус згідно з рішенням виконкому Луганської обласної Ради народних депутатів № 370 від 13 вересня 1977 року (в.ч.), рішенням виконкому Ворошиловградської обласної Ради народних депутатів № 247 від 28 червня 1984 року.
Знаходиться пам'ятка природи на території Біловодського лісництва ДП «Біловодське ЛМГ». Являє собою галявину в байрачній діброві, де зростає півонія вузьколиста, занесена до Червоної книги України.